# هونغ سو هوان
هونغ سو هوان (هانغل: 홍수환) مواليد 26 مايو 1950 في سول، هو ملاكم محترف كوري جنوبي سابق صنّف ضمن فئة وزن الديك بدأ مسيرته الاحترافية سنة 1969. حقق بطولة رابطة الملاكمة العالمية.

## إحصائيات
خاض خلال مسيرته 50 نزالا، فاز في 41 وتعادل في 4 وخسر في 5. فاز بالضربة القاضية في 14 نزالا.

## وصلات خارجية
- هونغ سو هوان على موقع بوكس ريك (الإنجليزية) (registration required)

- الموقع الرسمي